# Post to Be
"Post to Be" é uma canção lançada pelo cantor americano Omarion, com participação dos cantores compatriotas Chris Brown e Jhené Aiko, presente no quarto álbum de estúdio de Omarion, Sex Playlist de 2014. Os artistas co-escreveram a canção junto com Ty Dolla $ign e o produtor DJ Mustard. A faixa foi lançada como segundo single do álbum em 11 de novembro de 2014.
Comercialmente, a música obteve um grande sucesso, alcançando o décimo terceiro lugar na Billboard Hot 100 dos EUA e a quinta posição na parada Billboard Hot R&B/Hip-Hop Songs. A faixa também apareceu em paradas no Canadá, Bélgica e Reino Unido. A música mais tarde foi certificada como platina pela Recording Industry Association of America (RIAA).

## Videoclipe
Em 22 de janeiro de 2015, Omarion compartilhou por meio de sua conta oficial no Instagram que estava gravando o vídeo que acompanha da música em Los Angeles. Por meio da conta do Instagram, Omarion postou fotos dele, Brown e Aiko ao lado de uma Ferrari branca e em pé, em frente a um cenário todo branco. O vídeo foi codirigido por Omarion junto com Jay Ahn e Taz, e foi lançado em 17 de fevereiro de 2015. Em setembro de 2019, este vídeo tinha mais de 800 milhões de visualizações.

## Paradas
| Chart (2015)                                       | Posição |
| -------------------------------------------------- | ------- |
| Australia (ARIA)                                   | 79      |
| Bélgica (Ultratip Bubbling Under de Flandres)      | 70      |
| Bélgica (Ultratop Urban de Flandres)               | 31      |
| Canadá (Canadian Hot 100)                          | 49      |
| Netherlands (Single Tip)                           | 16      |
| UK Singles (OCC)                                   | 74      |
| Reino Unido (OCC UK R&B)                           | 11      |
| Estados Unidos (Billboard Hot 100)                 | 13      |
| Estados Unidos (Billboard R&B/Hip-Hop Songs)       | 5       |
| Estados Unidos (Billboard Dance/Mix Show Airplay)  | 26      |
| Estados Unidos (Billboard Mainstream Top 40)       | 20      |
| Estados Unidos (Billboard Hot R&B/Hip-Hop Airplay) | 2       |
| Estados Unidos (Billboard Rhythmic)                | 1       |

| Chart (2015)                         | Posição |
| ------------------------------------ | ------- |
| US Billboard Hot 100                 | 24      |
| US Hot R&B/Hip-Hop Songs (Billboard) | 9       |
| US Rhythmic (Billboard)              | 2       |

## Certificações
| Região                | Certificação |
| --------------------- | ------------ |
| Reino Unido (BPI)     | Platina      |
| Estados Unidos (RIAA) | Platina 3x   |